# Lokal konstante Garbe
Eine lokal konstante Garbe ist im mathematischen Teilgebiet der Garbentheorie eine Garbe, für welche für alle Punkte eine Umgebung existiert, sodass die Einschränkung der Garbe auf diese konstant ist. Etwa ist die Orientierungsgarbe einer glatten Mannigfaltigkeit lokal konstant, da alle ihre Punkte orientierbare Umgebungen haben, selbst wenn die Mannigfaltigkeit nicht orientierbar ist.